# Sterling Shepard
Sterling Clay Shepard (* 10. Februar 1993 in Oklahoma City, Oklahoma) ist ein US-amerikanischer American-Football-Spieler in der National Football League (NFL). Er spielt seit 2024 für die Tampa Bay Buccaneers als Wide Receiver. Zuvor stand Shepard acht Jahre lang bei den New York Giants unter Vertrag.

## Highschool
Shepard besuchte die Heritage Hall School in Oklahoma City, wo er mit dem Football anfing. In seiner Highschool-Karriere fing er 133 Pässe für 1.115 Yards und erzielte 38 Touchdowns. Mit Ablauf seines Seniorjahres entschied er sich für die University of Oklahoma.

## College
An der University of Oklahoma gelang es Shepard in seinen vier Collegejahren, 26 Touchdowns zu erzielen mit 233 Passfängen und 3.482 Yards. Sein statistisch bestes Jahr war sein letztes Jahr an der Universität 2015. Er fing Bälle für über 1000 Yards und verbuchte 11 Touchdowns.

## NFL
Shepard wurde im NFL Draft 2016 in der zweiten Runde an 40. Stelle von den New York Giants ausgewählt. Die Giants gaben ihm einen über 5,94 Millionen dotierten Vierjahresvertrag. Gleich in seinem ersten Jahr gaben die Giants bekannt, dass Shepard neben Odell Beckham Jr. als Starting Receiver auflaufen werde. Im ersten Spiel der Saison, gegen die Dallas Cowboys, kam er auf drei Passfänge für 43 Yards und fing seinen ersten Touchdownpass von Eli Manning. Am Ende seiner Rookiesaison wurde Shepard ins PFWA All Rookie Team gewählt.
2017 startete Shepard aufgrund von Verletzungen nur in 11 Spielen für die Giants. Seinen Karrierehöhepunkt erzielte er in der zehnten Woche bei der 21:31-Niederlage gegen die San Francisco 49ers, als er elf Bälle für 142 Yards fing.
Im Juni 2024 nahmen die Tampa Bay Buccaneers Shepard unter Vertrag.

## Persönliches
Auch Shepards Vater Derrick Shepard und seine beiden Onkel spielten Football für die University of Oklahoma.
Als Shepard sechs Jahre alt war, starb sein Vater mit 35 Jahren an einem Herzinfarkt.